# Flins-sur-Seine
Flins-sur-Seine é uma comuna francesa na região administrativa da Île-de-France, no departamento de Yvelines. A comuna possui 2375 habitantes segundo o censo de 2006.